# Sint-Lambertuskerk (Antwerpen)

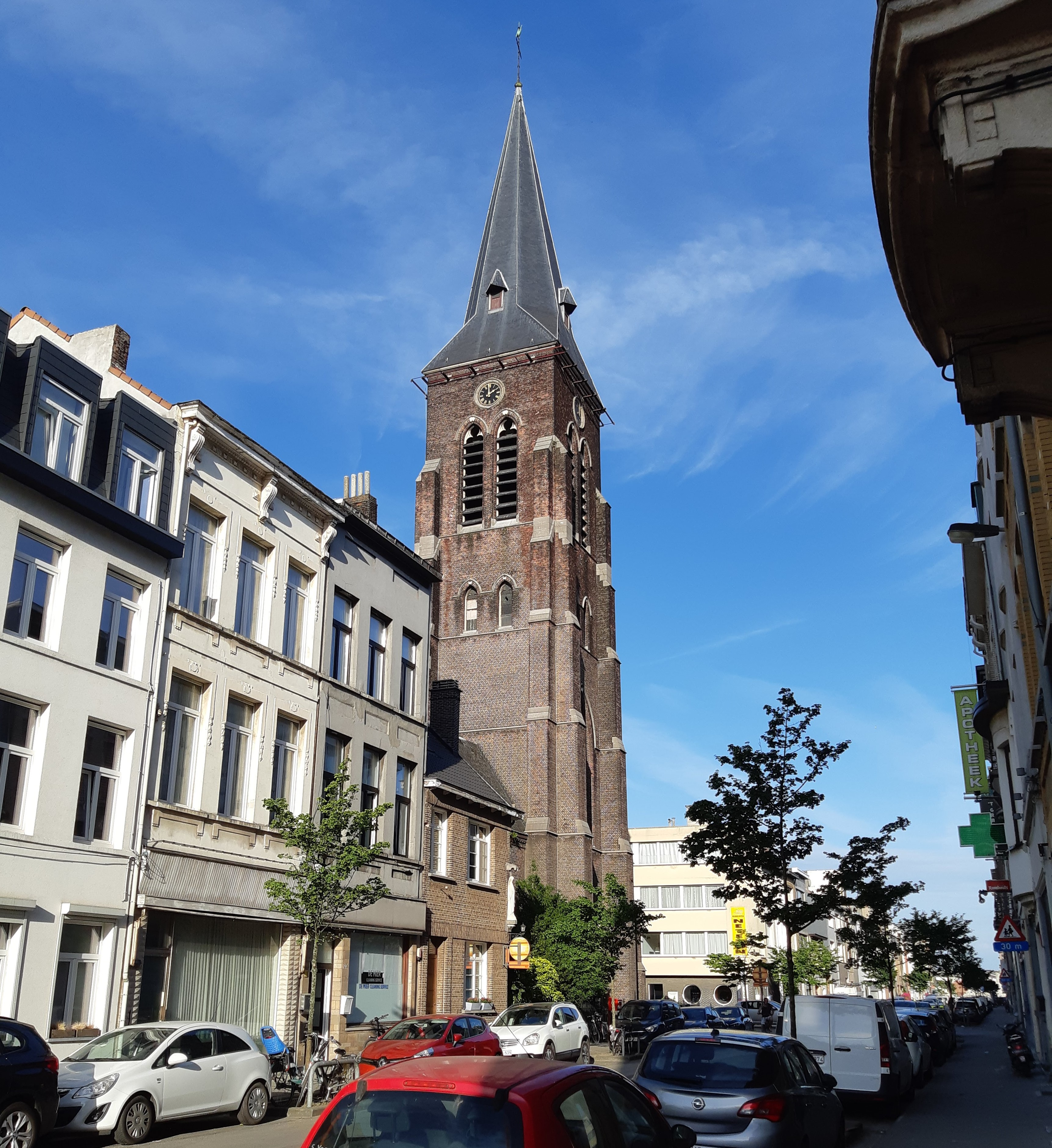
De toren van de kerk.

De Sint-Lambertuskerk is een parochiekerk in de Belgische stad Antwerpen, gelegen in de wijk Dam aan de Lange Lobroekstraat 202-204.

## Geschiedenis
De wijk beschikte al over een voorlopige kapel aan Rupelstraat 50 die de pestkapel van het pesthuis in de Bredastraat 15 en 25 gewijd aan Sint-Job van Dambrugge moest vervangen, en in 1889 werd de parochie opgericht. Bij de oprichting van de parochie werd de naam van de pestheilige Sint-Job vervangen door die van de Luikse heilige Sint-Lambertus.
Van 1891-1892 werd een pastorie en een meisjesschool gebouwd naar ontwerp van Edmond Leclef. Een jongensschool volgde. Van 1910-1913 werd een kerk gebouwd naar ontwerp van Joseph Evrard.
De kerk liep schade op in 1940 en 1944, en werd hersteld in 1950-1951.

## Gebouw
Het betreft een bakstenen, naar het noordoosten georiënteerde, neogotische basilicale kruiskerk. De vierkante, voorgebouwde toren wordt geflankeerd door een halfronde traptoren.
De kerk bezit een 17e-eeuws eikenhouten beeld dat mogelijk Sint-Dimphna voorstelt. Ook uit de 17e eeuw is een gepolychromeerd beeld dat Sint-Job op de mestvaalt verbeeldt. Het overige kerkmeubilair is uit de tijd van de bouw, begin 20e eeuw.